# Reseda micrantha
Reseda micrantha är en resedaväxtart som beskrevs av Oskar Schwartz. Reseda micrantha ingår i släktet resedor, och familjen resedaväxter. Inga underarter finns listade i Catalogue of Life.